# عبد الله الحويل
عبد الله الحويل, من مواليد 16 نوفمبر 1988 في محافظة عنيزة، السعودية, لاعب كرة قدم سعودي, ويلعب في مركز الهجوم.
تدرج في جميع الفئات السنية لفرق نادي العربي، البراعم ثم الأشبال والشباب وأخيراً الأول، ولعب مع نادي العربي في تصفيات أندية دوري الدرجة الثالثة السعودي موسم 2008/2009 وسجل ستة أهداف، ولعب في موسم 2009/2010 لدوري الدرجة الثانية السعودي، وأحرز تسعة أهداف.

## عروض الأندية
في مايو 2009 ذكرت صحيفة الرياضية ان نادي النصر السعودي يراقب اللأعب وان مساعد المدرب ومدير الكرة في النادي يراقبناه من خلال بطولة الصعود المؤهلة لدوري الدرجة الثانية السعودي والتي تقام بالمنطقة الشرقية.
في يونيو 2010 ذكرت صحيفة الجزيرة أن أندية من الرياض والقصيم دخلت في تنافس لضم اللأعب، وأن إدارة نادي العربي تدرس العروض.
لعب بعد العربي لأندية نجران والحزم و الجبلين وعاد إلى العربي في عام 2016 و انتقل إلى نادي النجمة في عام 2019 و بعدها لعب مع نادي الهلالية .

## إحصائية اللأعب في النادي
من تاريخ 9 أكتوبر 2010
| النادي  | الموسم  | الدوري | الدوري  | الكأس  | الكأس   | المجموع | المجموع |
| النادي  | الموسم  | الظهور | الأهداف | الظهور | الأهداف | الظهور  | الأهداف |
| ------- | ------- | ------ | ------- | ------ | ------- | ------- | ------- |
| العربي  | 2007-08 | ؟      | 3       | 0      | 0       | 0       | 3       |
| العربي  | 2008-09 | ؟      | 15      | 1      | 1       | 1       | 16      |
| العربي  | 2009-10 | 19     | 9       | 0      | 0       | 0       | 0       |
| العربي  | 2010-11 | 0      | 0       | 2      | 1       | 0       | 0       |
| المجموع |         | 0      | 18      | 0      | 0       | 1       | 19      |

## وصلات خارجية
- موقع كورة